# 台湾哥纳香
台湾哥纳香（学名：Goniothalamus amuyon），又名恒春哥納香，为番荔枝科哥纳香属的植物。分布于菲律宾、台湾等地，目前尚未由人工引种栽培。